# Martina Santandrea
Martina Santandrea (Bentivoglio, 5 settembre 1999) è un'ex ginnasta italiana, membro della Nazionale di ginnastica ritmica dell'Italia dal 2016 al 2023.

## Carriera
Ha iniziato a praticare la ginnastica ritmica all'età di 7 anni. Soprannominata "Ricciolo" per la sua chioma di riccioli biondi, milita nell'Estense Putinati di Ferrara insieme alla compagna di squadra Alessia Maurelli che diventerà il futuro capitano della nazionale italiana.
Partecipa da individualista al campionato nazionale di categoria e ai campionati assoluti, oltre a prendere parte nel 2015 alla tappa di Coppa del Mondo di Pesaro. Nel settembre 2016 riceve la convocazione nella nazionale azzurra, ritrovando l'ex compagna Alessia Maurelli, e l'anno dopo, ai Mondiali di Pesaro 2017, si laurea campionessa nei 5 cerchi e per soli 0,025 punti di distacco dal Giappone manca pure il terzo posto nel concorso generale.
Entrata stabilmente tra le ginnaste titolari, insieme alle compagne Anna Basta, Martina Centofanti, Letizia Cicconcelli, Agnese Duranti e Alessia Maurelli vince complessivamente tre medaglie agli Europei di Guadalajara 2018. L'Italia è campione d'Europa nei 5 cerchi, e vicecampione nel concorso generale e nella specialità 3 palle / 2 funi. Tre mesi più tardi, insieme alle stesse compagne, ripete un'altra prestazione di rilievo ai Mondiali di Sofia 2018 vincendo l'oro nell'esercizio con palle e funi, l'argento nel concorso generale, e infine il bronzo nei 5 cerchi.
Ai Mondiali di Baku 2019 ottiene la medaglia di bronzo nei 3 cerchi / 4 clavette.
Prende parte ai Giochi olimpici di Tokyo 2020 assieme alle compagne Alessia Maurelli, Martina Centofanti, Agnese Duranti e Daniela Mogurean conquistando una prestigiosa medaglia di bronzo, proprio l'ultima della spedizione azzurra ai Giochi olimpici che fa automaticamente scattare un duplice record: primato assoluto per numero di medaglie italiane a un'edizione dei giochi olimpici (40) e la conquista di almeno una medaglia al giorno da parte di atleti italiani durante tutta la rassegna olimpica. Il primo giorno di eliminatorie si qualifica in finale con il terzo miglior punteggio (87.150), dietro a Bulgaria (91.800) e Comitato Olimpico Russo (89.050). Podio che rimane invariato anche il giorno della finale: medaglia d'oro alla Bulgaria (punteggio di 92.100), argento al Comitato Olimpico Russo (90.700) e bronzo all'Italia (87.700). A completare la classifica delle 8 squadre finaliste: Cina (84.550), Bielorussia (84.050), Israele (83.850), Ucraina (77.600) e Giappone, padrone di casa (72.500).
Nel 2023, all'età di 24 anni, annuncia il suo ritiro dall'attività professionistica, esprimendo però il desiderio di proseguire il suo percorso nel mondo dei piccoli attrezzi in qualità di allenatrice.

## Palmarès
Vengono di seguito riportate le medaglie conquistate in competizioni internazionali ufficiali: Giochi olimpici, Campionati Mondiali, Campionati Europei (evidenziate); tappe di Coppa del Mondo e Grand Prix. Non sono perciò conteggiate le medaglie ottenute in contesti amichevoli. 
| Anno | Paese       | Competizione        | Medaglia | Specialità        | Punteggio |
| ---- | ----------- | ------------------- | -------- | ----------------- | --------- |
| 2017 | Thiais      | Grand Prix          | Oro      | Concorso generale | 37.800    |
| 2017 | Thiais      | Grand Prix          | Argento  | Cerchi            | 18.550    |
| 2017 | Thiais      | Grand Prix          | Argento  | Funi e palle      | 17.900    |
| 2017 | Pesaro      | Coppa del mondo     | Argento  | Concorso generale | 36.800    |
| 2017 | Pesaro      | Coppa del mondo     | Oro      | Cerchi            | 18.700    |
| 2017 | Pesaro      | Coppa del mondo     | Oro      | Palle e funi      | 18.700    |
| 2017 | Baku        | Coppa del mondo     | Argento  | Concorso generale | 35.500    |
| 2017 | Baku        | Coppa del mondo     | Oro      | Cerchi            | 18.700    |
| 2017 | Portimão    | Coppa del mondo     | Oro      | Concorso generale | 35.550    |
| 2017 | Portimão    | Coppa del mondo     | Oro      | Funi e palle      | 17.550    |
| 2017 | Portimão    | Coppa del mondo     | Oro      | Cerchi            | 18.350    |
| 2017 | Minsk       | Coppa del mondo     | Oro      | Concorso generale | 36.700    |
| 2017 | Minsk       | Coppa del mondo     | Argento  | Funi e palle      | 18.350    |
| 2017 | Kazan'      | Coppa del mondo     | Argento  | Concorso generale | 35.950    |
| 2017 | Pesaro      | Campionati Mondiali | Oro      | Cerchi            | 18.900    |
| 2018 | Thiais      | Grand Prix          | Oro      | Concorso generale | 39.850    |
| 2018 | Thiais      | Grand Prix          | Bronzo   | Cerchi            | 18.650    |
| 2018 | Thiais      | Grand Prix          | Oro      | Funi e palle      | 20.550    |
| 2018 | Sofia       | Coppa del mondo     | Bronzo   | Concorso generale | 38.550    |
| 2018 | Sofia       | Coppa del mondo     | Bronzo   | Cerchi            | 19.650    |
| 2018 | Sofia       | Coppa del mondo     | Argento  | Funi e palle      | 17.800    |
| 2018 | Pesaro      | Coppa del mondo     | Oro      | Concorso generale | 40.550    |
| 2018 | Pesaro      | Coppa del mondo     | Oro      | Cerchi            | 21.600    |
| 2018 | Pesaro      | Coppa del mondo     | Oro      | Funi e palle      | 20.600    |
| 2018 | Baku        | Coppa del mondo     | Oro      | Concorso generale | 40.650    |
| 2018 | Baku        | Coppa del mondo     | Argento  | Cerchi            | 18.000    |
| 2018 | Guadalajara | Coppa del mondo     | Argento  | Concorso generale | 39.750    |
| 2018 | Guadalajara | Coppa del mondo     | Oro      | Cerchi            | 21.500    |
| 2018 | Guadalajara | Coppa del mondo     | Argento  | Funi e palle      | 21.500    |
| 2018 | Guadalajara | Campionati Europei  | Argento  | Concorso generale | 42.900    |
| 2018 | Guadalajara | Campionati Europei  | Oro      | Cerchi            | 22.350    |
| 2018 | Guadalajara | Campionati Europei  | Argento  | Funi e palle      | 22.350    |
| 2018 | Minsk       | Coppa del mondo     | Oro      | Concorso generale | 44.300    |
| 2018 | Minsk       | Coppa del mondo     | Oro      | Cerchi            | 22.800    |
| 2018 | Kazan'      | Coppa del mondo     | Oro      | Concorso generale | 43.950    |
| 2018 | Kazan'      | Coppa del mondo     | Bronzo   | Cerchi            | 22.000    |
| 2018 | Kazan'      | Coppa del mondo     | Argento  | Funi e palle      | 22.200    |
| 2018 | Sofia       | Campionati Mondiali | Argento  | Concorso generale | 44.825    |
| 2018 | Sofia       | Campionati Mondiali | Bronzo   | Cerchi            | 22.550    |
| 2018 | Sofia       | Campionati Mondiali | Oro      | Funi e palle      | 22.550    |
| 2019 | Kiev        | Grand Prix          | Bronzo   | Concorso generale | 41.600    |
| 2019 | Kiev        | Grand Prix          | Bronzo   | Palle             | 22.600    |
| 2019 | Kiev        | Grand Prix          | Bronzo   | Cerchi e clavette | 22.450    |
| 2019 | Pesaro      | Coppa del mondo     | Bronzo   | Concorso generale | 49.400    |
| 2019 | Pesaro      | Coppa del mondo     | Oro      | Palle             | 25.400    |
| 2019 | Sofia       | Coppa del mondo     | Argento  | Concorso generale | 48.200    |
| 2019 | Guadalajara | Coppa del mondo     | Oro      | Concorso generale | 50.250    |
| 2019 | Guadalajara | Coppa del mondo     | Argento  | Palle             | 25.000    |
| 2019 | Guadalajara | Coppa del mondo     | Bronzo   | Cerchi e clavette | 24.950    |
| 2019 | Minsk       | Coppa del mondo     | Oro      | Palle             | 29.800    |
| 2019 | Kazan'      | Coppa del mondo     | Bronzo   | Concorso generale | 56.900    |
| 2019 | Portimão    | Coppa del mondo     | Oro      | Concorso generale | 58.050    |
| 2019 | Portimão    | Coppa del mondo     | Oro      | Palle             | 29.500    |
| 2019 | Portimão    | Coppa del mondo     | Argento  | Cerchi e clavette | 28.550    |
| 2019 | Baku        | Campionati Mondiali | Bronzo   | Cerchi e clavette | 29.200    |
| 2021 | Baku        | Coppa del mondo     | Argento  | Concorso generale | 84.250    |
| 2021 | Baku        | Coppa del mondo     | Argento  | Palle             | 44.550    |
| 2021 | Baku        | Coppa del mondo     | Argento  | Cerchi e clavette | 41.900    |
| 2021 | Pesaro      | Coppa del mondo     | Oro      | Palle             | 46.950    |
| 2021 | Pesaro      | Coppa del mondo     | Oro      | Cerchi e Clavette | 44.150    |
| 2021 | Varna       | Campionati Europei  | Argento  | Concorso generale | 87.450    |
| 2021 | Varna       | Campionati Europei  | Bronzo   | Cerchi e Clavette | 43.375    |
| 2021 | Tokyo       | Giochi olimpici     | Bronzo   | Concorso generale | 87.700    |
| 2021 | Cluj-Napoca | Coppa del mondo     | Oro      | Concorso generale | 90.150    |
| 2021 | Cluj-Napoca | Coppa del mondo     | Oro      | Palle             | 47.650    |
| 2021 | Cluj-Napoca | Coppa del mondo     | Oro      | Cerchi e clavette | 45.600    |
| 2021 | Kitakyūshū  | Campionati Mondiali | Argento  | Team ranking      | 277.575   |
| 2021 | Kitakyūshū  | Campionati Mondiali | Argento  | Concorso generale | 86.000    |
| 2021 | Kitakyūshū  | Campionati Mondiali | Argento  | Palle             | 45.600    |
| 2021 | Kitakyūshū  | Campionati Mondiali | Argento  | Cerchi e clavette | 42.750    |